# Pero Llopis
Pero Llopis (?, s. XIII – Redostó, 1305) formà part de la Companyia Catalana d'Orient, de la qual fou Adalill. Després de l'assassinat de Roger de Flor, fou enviat per la Companyia, formant part del seguici de 27 almogàvers junt amb Guillem de Siscar, a Constantinoble a reptar i desafiar l'emperador Andrònic per la mort de Roger. Els almogàvers desafiaren l'emperador a un repte de deu a deu o de cent a cent per a provar que l'emperador havia ordenat la mort a traïció del cèsar Roger. El repte no fou acceptat per Andrònic adduint que no en tenia coneixement i que el no havia ordenat dit fet. De tornada a Gal·lípoli els ambaixadors almogàvers foren detinguts a la ciutat de Redostó (Redischo/Bisanta). Guillem de Siscar, Pero Llopis i els seus homes foren esquarterats.